# Alain Pompidou
Alain Pompidou (Parigi, 5 aprile 1942 – Parigi, 11 dicembre 2024) è stato un politico francese.

## Biografia
Era il figlio adottivo di Georges Pompidou, presidente della Repubblica francese, e di sua moglie Claude che lo accolsero nella loro famiglia nel luglio 1942. Era sposato ed ebbe tre figli.
Si laureò in scienze mediche e biologiche all'Università di Parigi. Dal 1974 al 2004 insegnò istologia, embriologia e citogenetica presso la Facoltà di Medicina dell'Università di Parigi-Cartesio. Fu anche capo e direttore del gruppo ospedaliero Saint-Vincent-de-Paul-La-Roche-Guyon e svolse attività di consulenza all'interno di istituzioni nazionali e internazionali (tra cui l'OMS e l'UNESCO). Dal 1986 al 1997 fu consulente speciale del Primo ministro francese e dei ministri della scienza e della sanità.
Membro del partito gollista Raggruppamento per la Repubblica, dal 1989 al 1999 è stato europarlamentare per due mandati. Successivamente, fino al 2004, ha fatto parte del Consiglio economico e sociale francese in qualità di portavoce della ricerca scientifica. Cofondatore dell'Accademia francese della tecnologia (2000), ha ricoperto le cariche di vicepresidente e, dal 2009 al 2010, quella di presidente. Negli anni 2004-2007 ha diretto l'Ufficio europeo dei brevetti, poi fino al 2009 è stato consigliere del presidente del Centre national de la recherche scientifique. È stato vicepresidente (2004-2009) e presidente (2009-2011) della Commissione globale dell'UNESCO sull'etica della conoscenza scientifica e della tecnologia (COMEST). È stato nominato anche negli organi di controllo del Centre Georges Pompidou.

## Opere
- Souviens-toi de l'homme : l'éthique, la vie, la mort, Payot, 1990
- Georges Pompidou : lettres, notes et portraits : 1928-1974, Robert Laffont, 2012
- Claude : c'était ma mère, Flammarion, 2016.
- Pour l'amour de l'art : une autre histoire des Pompidou, Plon, 2017.
- C'était Georges, mon père, Robert Laffont, 2023.